# Castrillo de Riopisuerga
Castrillo de Riopisuerga – gmina w Hiszpanii, w prowincji Burgos, w Kastylii i León, o powierzchni 17,44 km². W 2011 roku gmina liczyła 71 mieszkańców.